# Zilla (растение)
Zilla са род растения от семейство Кръстоцветни (Brassicaceae), разпространен в Северна Африка и Близкия изток. Представителите му обитават засушливи местности, включително пустините в региона.

## Видове
- Zilla macroptera
- Zilla myagrum
- Zilla spinosa